# Argóvia
Argóvia (em alemão: Aargau) é um cantão da Suíça, situado no norte do país, entre Basileia e Zurique. A capital é Aarau.
Tem 1404 km² e 630 000 habitantes, cuja capital é Aarau com cerca de 20 000 habitantes. É atravessado pelos rios Reuss e Aar e nele cultiva-se a vinha, frutas e cereais. Existe nas suas imediações extracção de sal e gesso e indústrias de maquinaria ligeira, têxteis e produtos alimentares. Rheinfelden e Baden são os centros turísticos da região. A população é maioritariamente protestante de língua alemã.

## História
A Argóvia foi uma possessão austríaca entre 1213 e 1415, quando passou a integrar o cantão de Berna. Tornou-se um cantão independente em 10 de março de 1803.
É a terra de origem da Casa Habsburgo, que posteriormente reinaria sobre a Áustria.

## Geografia
A capital do cantão é Aarau, que está localizado em sua fronteira ocidental, no Aare. O cantão faz fronteira com a Alemanha (Baden-Württemberg) ao norte, o Reno formando a fronteira. A oeste estão os cantões suíços de Basileia-Campo, Solothurn e Berna; o cantão de Lucerna fica ao sul, e Zurique e Zug a leste. Sua área total é de 1 404 quilômetro quadrados (540 sq mi). Além do Reno, contém dois grandes rios, o Aare e o Reuss.
O cantão de Argóvia é um dos cantões suíços menos montanhosos, formando parte de uma grande terra de mesa, ao norte dos Alpes e ao leste do Jura, acima do qual se elevam colinas baixas. A superfície do país é diversificada com extensões ondulantes e colinas bem arborizadas, alternando com vales férteis regados principalmente pelo Aare e seus afluentes. Os vales alternam com colinas, muitas das quais são arborizadas. Pouco mais de um terço do cantão é arborizado (518 quilômetro quadrados (200 sq mi)), enquanto quase metade é utilizada da agricultura (635,7 quilômetro quadrados (245,4 sq mi)). 33,5 quilômetro quadrados (12,9 sq mi) ou cerca de 2,4% do cantão é considerado improdutivo, principalmente lagos (notadamente Lago Hallwil) e córregos. Com uma densidade populacional de 450/km2 (1.200/sq mi), o cantão tem uma quantidade relativamente alta de terra utilizada para o desenvolvimento humano, com 216,7 quilômetro quadrados (83,7 sq mi) ou cerca de 15% do cantão desenvolvido para habitação ou transporte.
Contém as fontes de enxofre quente de Baden e Schinznach-Bad, enquanto em Rheinfelden há fontes salinas muito extensas. Logo abaixo de Brugg, o Reuss e o Limmat se juntam ao Aar, enquanto ao redor de Brugg estão o castelo em ruínas de Habsburgo, o antigo convento de Königsfelden (com vidro medieval pintado) e os restos do assentamento romano de Vindonissa (Windisch). O Mosteiro de Fahr forma um pequeno enclave do cantão, de outra forma cercado pelo cantão de Zurique, e desde 2008 faz parte do município de Würenlos.

## Comunas
| - Aarau - Aarburg - Abtwil - Ammerswil - Aristau - Arni - Attelwil - Auenstein - Auw - Baden - Beinwil - Beinwil am See - Bellikon - Benzenschwil - Bergdietikon - Berikon - Besenbüren - Bettwil - Biberstein - Birmenstorf - Birr - Birrhard - Birrwil - Boniswil - Boswil - Bottenwil - Bremgarten - Brittnau - Brugg - Brunegg - Buchs - Burg - Buttwil - Bünzen - Büttikon - Densbüren | - Dietwil - Dintikon - Dottikon - Dürrenäsch - Eggenwil - Egliswil - Ennetbaden - Erlinsbach - Fahrwangen - Fischbach-Göslikon - Fislisbach - Freienwil - Frick - Gebenstorf - Geltwil - Gontenschwil - Gränichen - Hallwil - Hendschiken - Hermetschwil-Staffeln - Hilfikon - Hirschthal - Holderbank - Holziken - Hunzenschwil - Hägglingen - Islisberg - Jonen - Kallern - Killwangen - Kirchleerau - Kölliken - Künten - Küttigen - Leimbach - Lengnau - Lenzburg - Leutwil - Lupfig | - Meisterschwanden - Mellingen - Menziken - Merenschwand - Moosleerau - Muhen - Murgenthal - Muri - Mägenwil - Möriken-Wildegg - Mühlau - Mülligen - Neuenhof - Niederlenz - Niederrohrdorf - Niederwil - Oberehrendingen - Oberentfelden - Oberkulm - Oberlunkhofen - Oberrohrdorf - Oberrüti - Obersiggenthal - Oberwil-Lieli - Oftringen - Othmarsingen - Reinach - Reitnau - Remetschwil - Rohr - Rothrist - Rottenschwil - Rudolfstetten-Friedlisberg - Rupperswil - Safenwil - Sarmenstorf - Schafisheim - Schlossrued | - Schmiedrued - Schneisingen - Schöftland - Seengen - Seon - Sins - Spreitenbach - Staffelbach - Staufen - Stetten - Stilli - Strengelbach - Suhr - Teufenthal - Turgi - Tägerig - Uerkheim - Uezwil - Unterehrendingen - Unterentfelden - Unterkulm - Unterlunkhofen - Untersiggenthal - Veltheim - Villmergen - Vordemwald - Waltenschwil - Wettingen - Widen - Wiliberg - Windisch - Wohlen - Wohlenschwil - Würenlingen - Würenlos - Zetzwil - Zofingen - Zufikon |